# Herbert Döring-Spengler

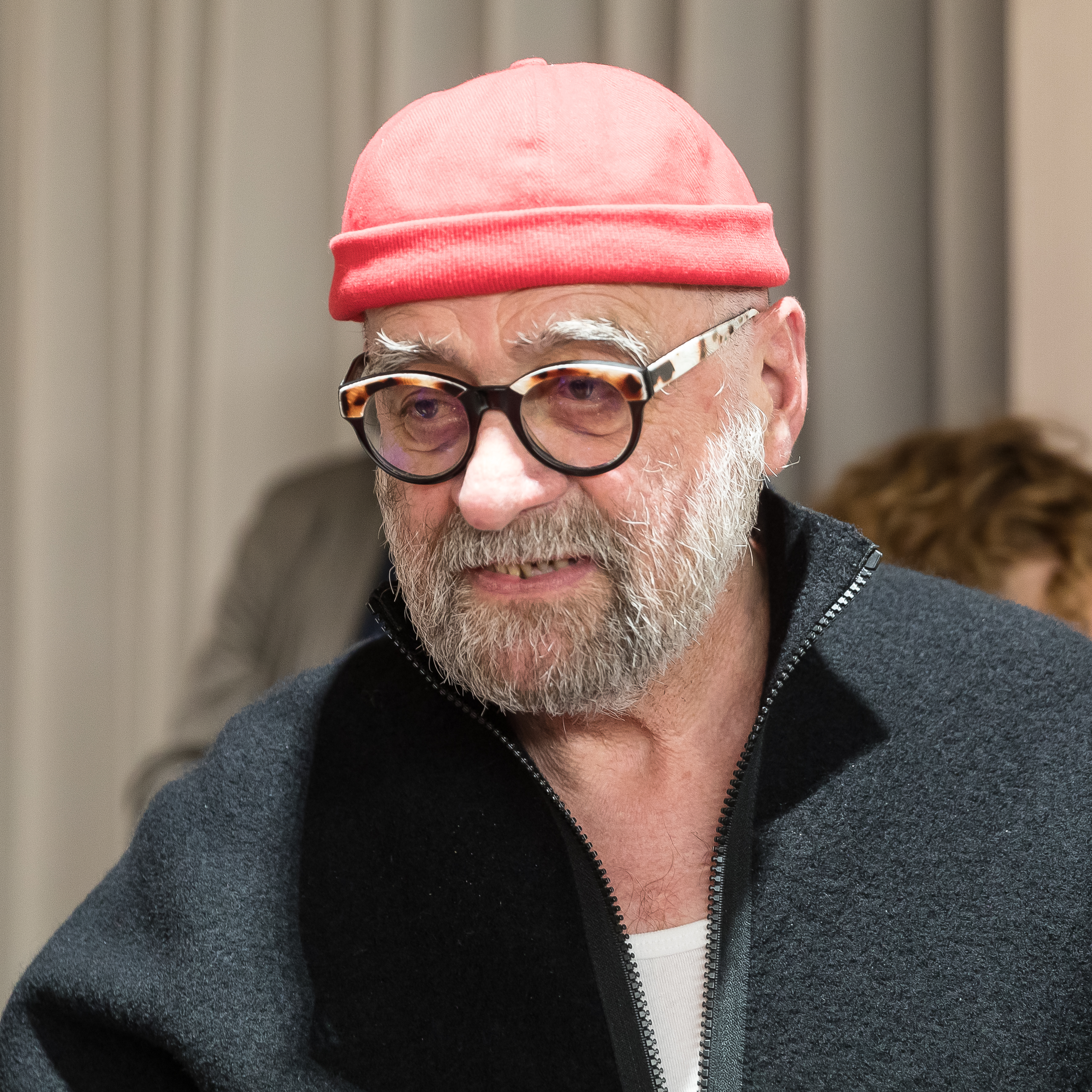
Herbert Döring Spengler, 2024

Herbert Döring-Spengler (* 10. Oktober 1944 in Köln) ist ein deutscher Künstler.

## Leben
Er beschäftigt sich seit 1976 mit Fotografie. Seit 1984 setzt er sich insbesondere mit Polaroid auseinander. Im Jahre 2020 erhielt er den Rheinischen Kunstpreis.
Seine Werke befinden sich in vielen öffentlichen Sammlungen. Nach zahlreichen nationalen und internationalen Ausstellungen läuft vom 27. Juni bis 14. September 2025 eine Ausstellung im Historischen Archiv mit Rheinischem Bildarchiv in Köln.

## Publikationen
- Herbert Döring-Spengler: Sprechende Hände: Polaroidarbeiten ; eine Veröffentlichung des Landesverbandes Rheinland Rheinisches LandesMuseum Bonn. RVBG Rheinland-Verlag- und Betriebsgesellschaft des Landschaftsverbandes Rheinland mbH, Bonn 2004, ISBN 978-3-7927-1898-8.
- Herbert Döring-Spengler, Hans-Michael Koetzle, Gabriele Uelsberg, Thorsten Valk: Egal, wie du es siehst, ich sehe es anders. Kehrer Verlag, Heidelberg 2021, ISBN 978-3-96900-042-7.
- Herbert Döring-Spengler: Arbeiten mit Polaroid ; vom 28. August bis 4. Oktober 1998, Stadtmuseum Siegburg. Rheinlandia, Siegburg 1998, ISBN 978-3-931509-65-1.